# Mads Skjærvold
Mads Kristian Skjærvold (Trondheim, 3 gennaio 1980) è un calciatore norvegese, centrocampista del Gimse.

## Carriera

### Club
Skjærvold cominciò la carriera con la maglia del Gimse. Passò poi al Rosenborg, per cui esordì nella Tippeligaen il 24 ottobre 1999, quando fu titolare nella sconfitta casalinga per 3-5 contro l'Odd Grenland. Rimase in squadra fino al 2003, quando passò in prestito al Byåsen.
Fu poi acquistato, a titolo definitivo, dallo Strindheim. Nel 2006 firmò per il Kongsvinger. Debuttò per il nuovo club, militante nell'Adeccoligaen, in data 23 aprile 2006: sostituì Tore Andreas Gundersen nel pareggio a reti inviolate contro il Løv-Ham. Il 2 luglio segnò la prima rete in campionato, nel successo per 3-1 sul Pors Grenland.
Tornò ancora allo Strindheim, mentre nel 2010 firmò per il Kolstad. Nel 2011 tornò invece al Byåsen. Nel 2013 ritornò al Gimse.

### Nazionale
Skjærvold giocò 3 partite per la Norvegia under 21. Esordì il 25 febbraio 2000, sostituendo Lars Granaas nel successo in casa della Finlandia under 21 per 1-4.